# Dalby, Kerteminde kommun
Dalby är en tätort i Kerteminde kommun i Region Syddanmark i Danmark. Tätorten har 297 invånare (2024). Den ligger på Fyn, cirka 7 kilometer norr om Kerteminde.